# Ratusz w Osnabrücku

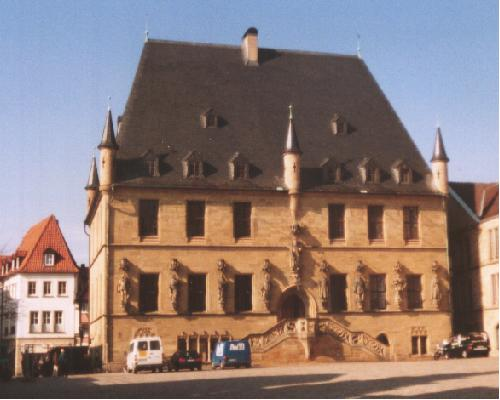
Ratusz – miejsce podpisania pokoju westfalskiego

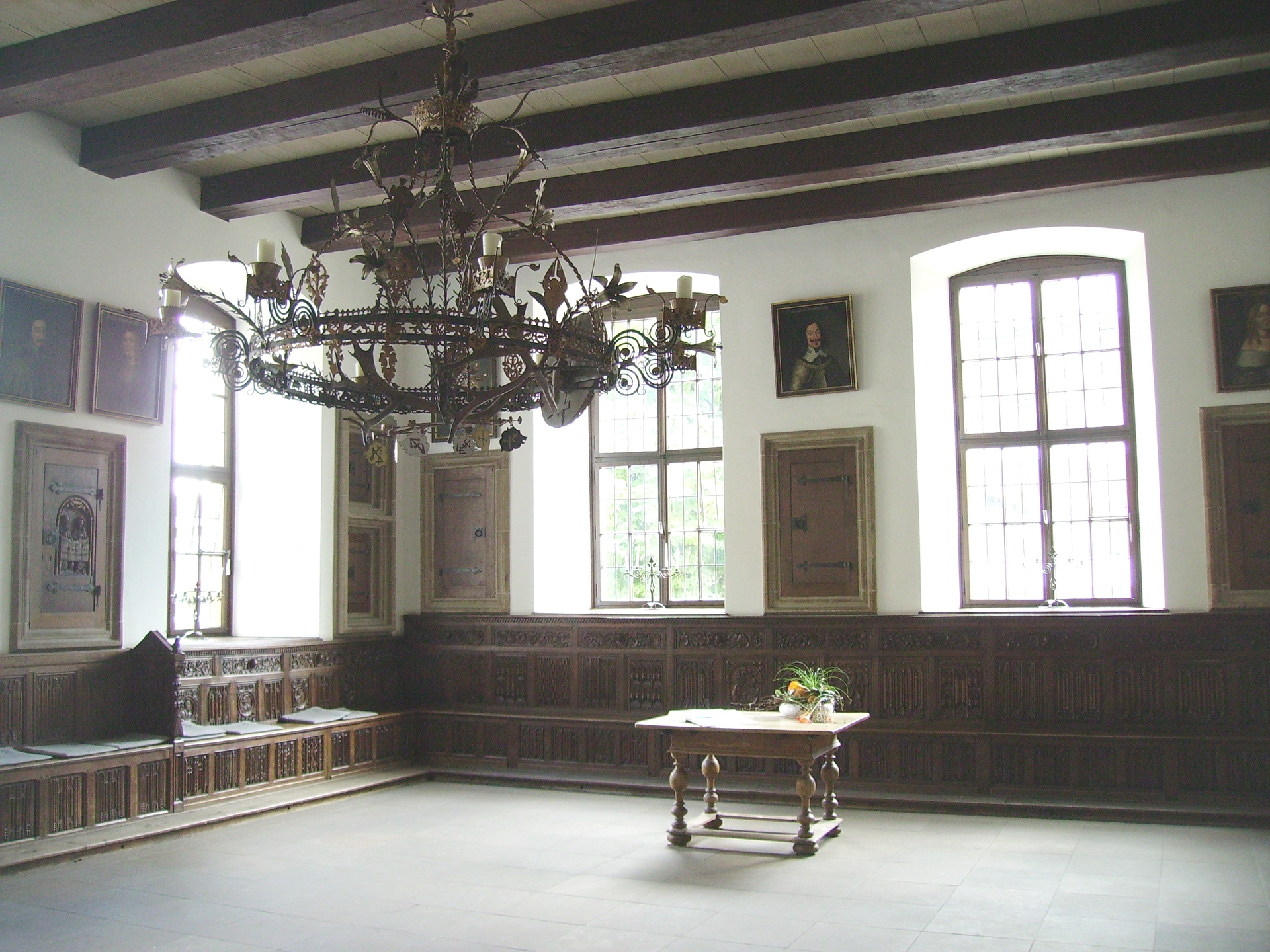
Sala Pokoju w ratuszu

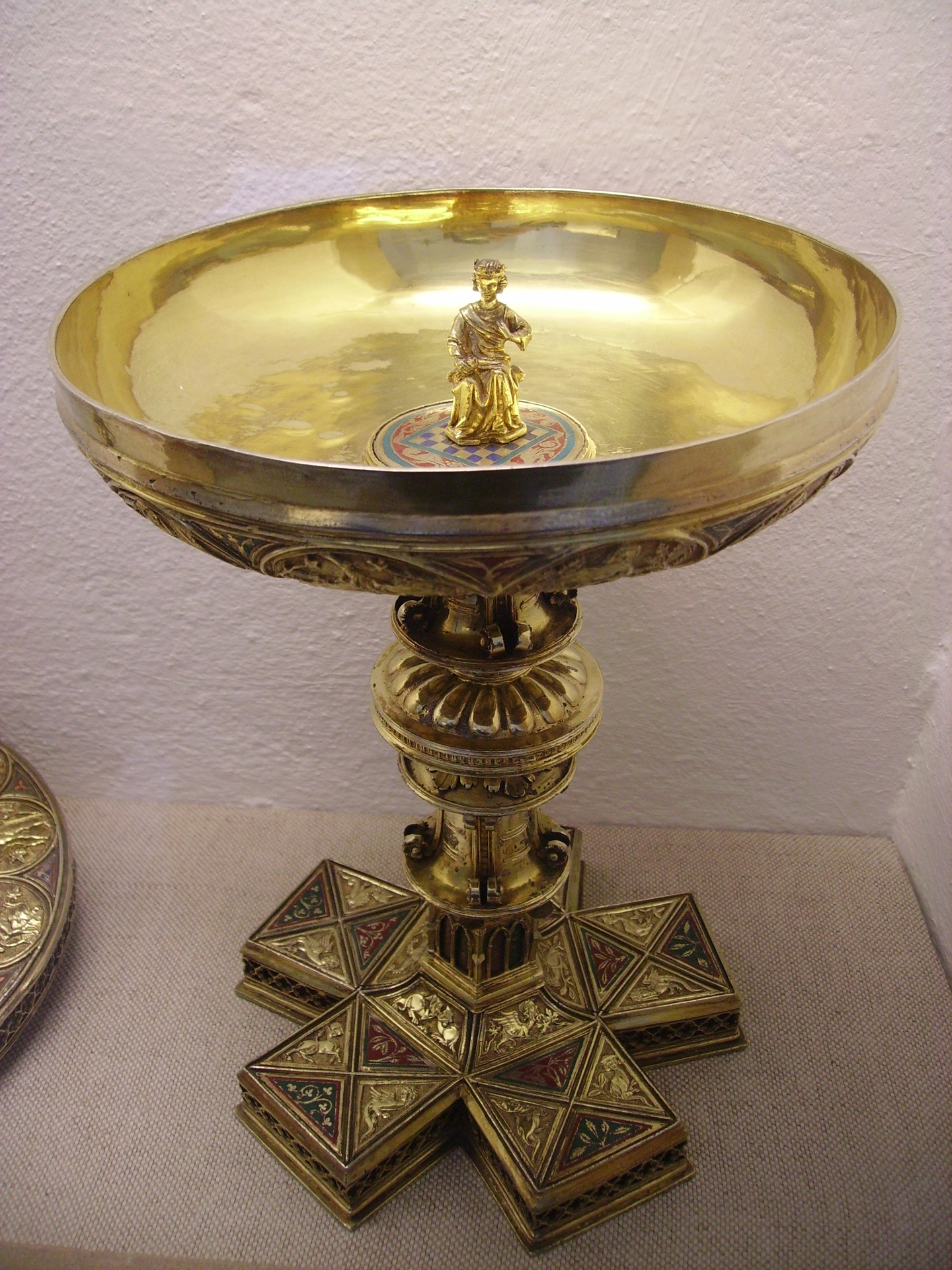
Puchar cesarski z przełomu XIII/XIV w.

Ratusz w Osnabrücku – jeden z głównych zabytków miasta Osnabrück w Dolnej Saksonii w Niemczech, miejsce negocjacji i podpisania pokoju westfalskiego, kończącego wojnę trzydziestoletnią. Ratusz położony jest przy zachodniej pierzei rynku Starego Miasta obok kościoła farnego pod wezwaniem Najświętszej Marii Panny.

## Historia
Obecny ratusz jest drugim tego typu budynkiem w obrębie rynku. Stary ratusz istniał do 1836. Obecnie na tym miejscu znajduje się dom o konstrukcji szkieletowej. Inicjatorem budowy nowego gmachu była Rada Miejska, prace rozpoczęto w 1487, a w 1505 miało miejsce uroczyste zawieszenie wiechy. Podczas wojny trzydziestoletniej w latach 1643–1648, kiedy przebieg konfliktu przybrał niekorzystny obrót dla armii cesarskiej i jej sprzymierzeńców, miały miejsce rokowania pokojowe pomiędzy przedstawicielami Świętego Cesarstwa i Szwecji, co zaowocowało podpisaniem pokoju 15 stycznia 1648. 24 października 1648, w ratuszu w Münsterze podpisano pokój pomiędzy Cesarstwem i Francją. Jest to data ostatecznego zakończenia wojny trzydziestoletniej.
W latach 1846–1880 i na początku XX w. dokonano gruntownej restauracji ratusza, przywracając jego historyczny wygląd. Podczas II wojny światowej, w obawie przed nalotami wojsk alianckich, ewakuowano wyposażenie Sali Pokoju oraz muzealia. 13 września 1944 w wyniku bombardowań ratusz spłonął. Ocalały jedynie jego ściany boczne. Odbudowa ratusza przebiegała pomyślnie i z okazji trzechsetnej rocznicy ostatecznego podpisania pokoju westfalskiego dnia 24 października 1948 dokonano uroczystego otwarcia gmachu wraz z Salą Pokoju.

## Architektura i wystrój wnętrz
Ratusz jest zbudowany w stylu późnogotyckim na planie prostokąta. Zwartą, kubiczną bryłę zdobi sześć wieżyczek o cylindrycznej formie ze stożkowymi hełmami. Cztery wieżyczki akcentują naroża, dwie wznoszą się pośrodku dłuższych boków. Gmach nakryty jest wysokim dachem czterospadowym, z lukarnami pomieszczeń poddasza. Składa się z czterech kondygnacji – niskiego przyziemia, parteru, piętra i poddasza. Znajdujące się od strony rynku główne wejście poprzedzone jest dwubiegowymi schodami, które są daleko wysunięte przed lico fasady. Podest z maswerkową balustradą ozdobiony jest poligonalnym wykuszem usytuowanym na osi portalu wejściowego. Fasadę zdobi dziewięć monumentalnych figur królów usytuowanych powyżej portalu oraz pomiędzy prostokątnymi oknami. Każda z figur nakryta jest wielobocznym baldachimem w formie wieżyczki. Niegdyś fasadę zdobiły figury Dziewięciu Bohaterów, według XIV-wiecznego toposu rycerskiego były to trzy triady – pogańska (Hektor, Aleksander Macedoński, Juliusz Cezar), żydowska (Juda Machabeusz, Jozue, Dawid) i chrześcijańska (król Artur, Karol Wielki, Gotfryd z Bouillon). Obecne, neogotyckie figury są darem króla Prus i rodziny cesarskiej. Przedstawiają one św. Zygmunta, Rudolfa I Habsburga, Fryderyka II Hohenstaufa, Wilhelma I Hohenzollerna, Karola Wielkiego (pośrodku), Fryderyka I Rudobrodego, Arnulfa z Karyntii, Maksymiliana I Habsburga oraz Ludwika IV Bawarskiego.
Obecnie ratusz pełni funkcję muzeum. Znajdująca się na parterze Sala Pokoju ozdobiona jest drewnianą boazerią, ławami; na ścianach wiszą 42 portrety uczestników kongresu, zakończonego traktatem pokojowym 15 stycznia 1648. Wśród obrazów portrety m.in. królowej Szwecji Krystyny, króla Francji Ludwika XIV i cesarza Ferdynanda III Habsburga. Na drewnianym stropie wisi XVI wieczny świecznik w formie korony z bogatą dekoracją, wśród nich tarcze z herbami miasta. Na parterze znajduje się także pomieszczenie skarbca, z dziełami związanymi ze sfragistyką, dyplomatyką numizmatyką, złotnictwem, m.in. złoty gotycki puchar cesarski z przełomu XIII-XIV w., repliki dokumentów m.in. pokoju westfalskiego czy przywilej cesarza Fryderyka I Rudobrodego nadający Osnabrück prawo do własnej jurysdykcji. Na drugim piętrze umieszczono model-rekonstrukcję miasta Osnabrück przedstawiający wygląd miasta w XVII w.